# Friedhof Öjendorf

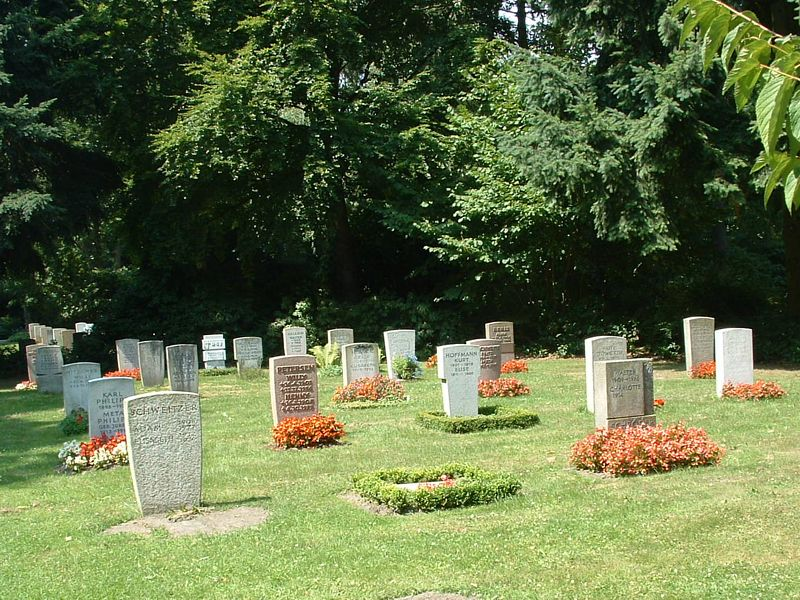
Typisches Grabfeld auf dem Friedhof Öjendorf

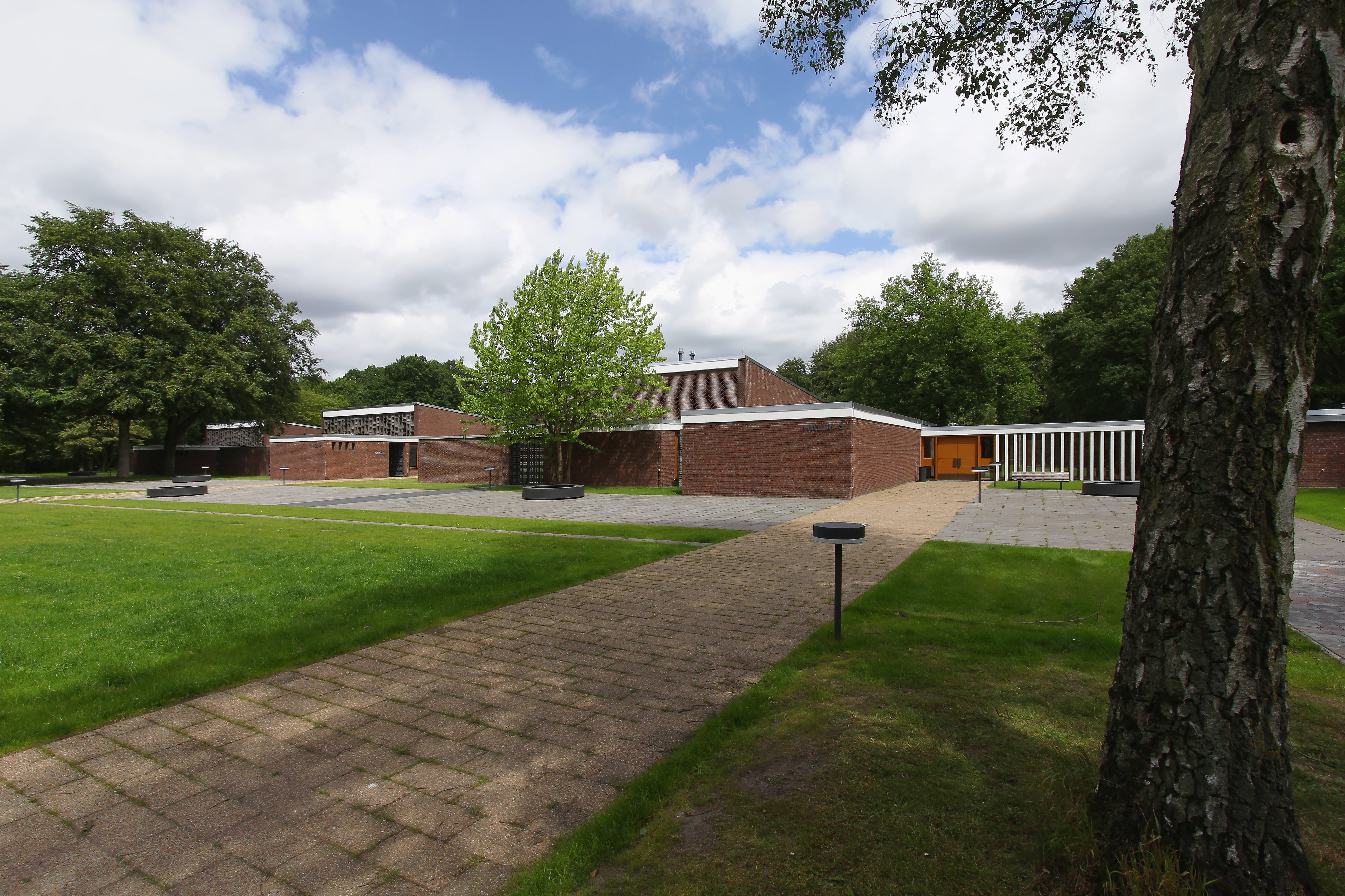
Zentralkomplex mit Feierhallen und Krematorium

Der Friedhof Öjendorf liegt im Osten von Hamburg im Stadtteil Billstedt und ist mit 99 ha nach dem Friedhof Ohlsdorf der zweitgrößte Friedhof der Stadt.

## Entstehungsgeschichte
Mit den Planungen für den Hauptfriedhof Öjendorf wurde in den 1930er Jahren begonnen, nachdem erkennbar geworden war, dass die Kapazität des Friedhofes in Ohlsdorf in absehbarer Zeit erschöpft sein würde.
Die Stadt Hamburg erwarb 1933 für 2,2 Millionen Reichsmark eine 317 ha große Fläche im damals zu Preußen gehörigen Öjendorf. Das Areal wird heute nur zu einem Teil als Friedhof genutzt, den größeren Teil bildet der Öjendorfer Park mit dem Öjendorfer See.
Das Gelände, das bis dahin als Kiesgrube diente, wurde ab Mitte der 1930er Jahre renaturiert. Zur Vorbereitung der Anlage wurde eine Baumschule errichtet. Der heutige Öjendorfer Park, der an den Friedhof angrenzt, wurde Anfang der 1950er Jahre mit Trümmerschutt aufgefüllt und zu einem Naturschutzgebiet umgestaltet. Das Friedhofsgelände wurde als Parkfriedhof angelegt.
Erste Beisetzungen erfolgten ab 1955 im Norden des Geländes auf dem „Italienischen Ehrenfriedhof“. Am 14. Juli 1966 wurde der Friedhof eröffnet. Seit 2013 ist er Teil des Unternehmens „Hamburger Friedhöfe – Anstalt des öffentlichen Rechts“. Hierzu gehören auch die Friedhöfe Ohlsdorf, Volksdorf und Wohldorf.

## Friedhof Öjendorf heute

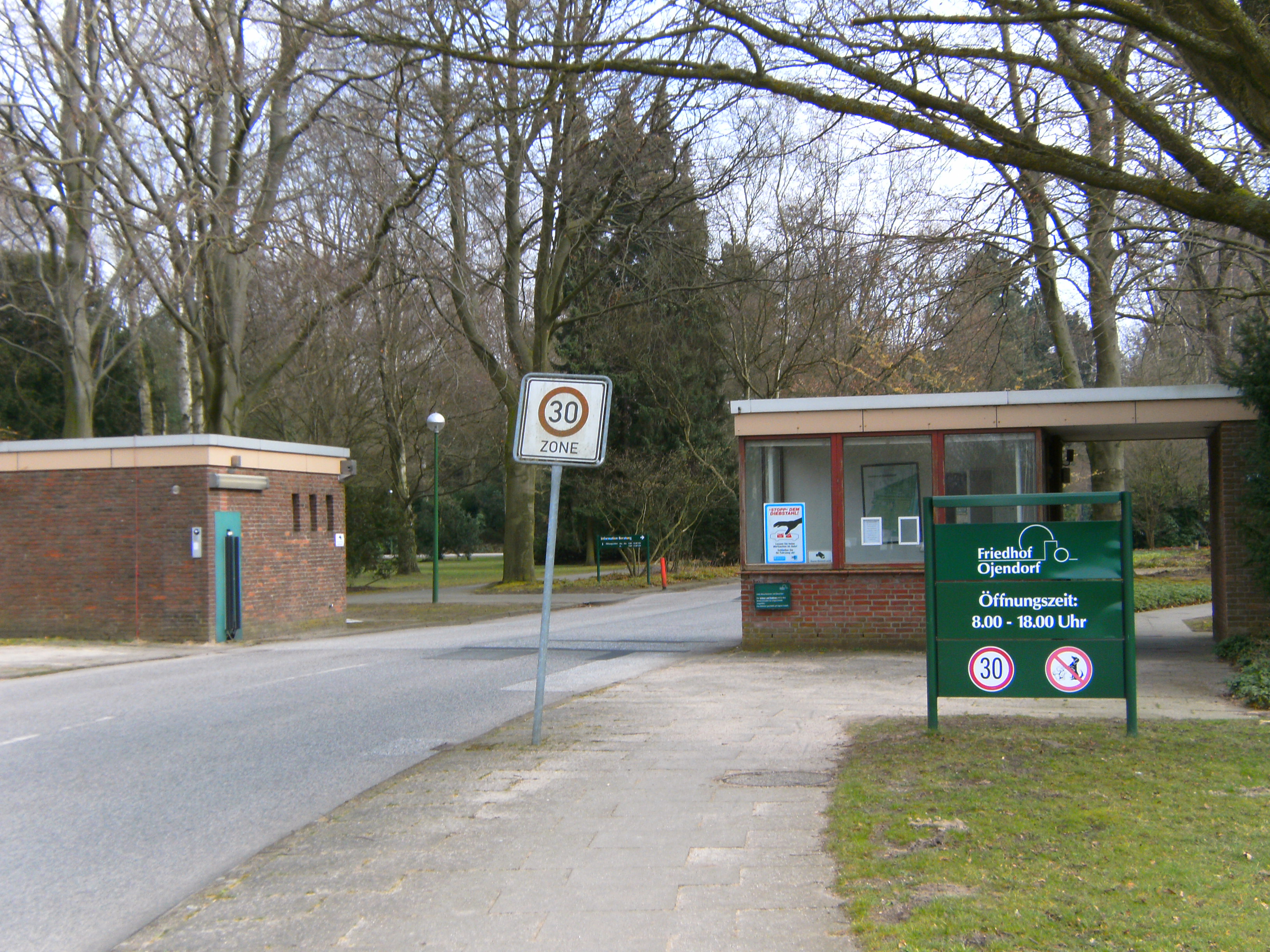
Haupteinfahrt zum Friedhof Öjendorf über die Manshardtstraße in Hamburg.

Der Friedhof Öjendorf ist 98,7 Hektar groß. Er ist geprägt durch Baumbestand und runde Rasengrabfelder, die durch den Wald voneinander abgegrenzt sind. An der östlichen Grenze geht er in das naturnahe Tal des Schleemer Bachs über. Er steht allen Nationen und Religionen offen. Es gibt mehrere Formen an Grabstätten, z. B. Rasengräber, anonyme Bestattungen, Grabstätte mit gemeinsamem Grabmal, Beisetzungen unter Bäumen und Beisetzungen in einer Urnenwand. Im Zentrum des Friedhofes befindet sich ein Krematorium. Pro Jahr gibt es rund 2.200 Beisetzungen.
Ein ringförmig angelegtes, rund fünf Kilometer langes Straßensystem mit Parkmöglichkeiten erschließt das Gelände. Eine Buslinie mit mehreren Haltestellen innerhalb des Geländes führt seit Anfang der 1980er-Jahre über den Friedhof: ursprünglich Linie 161 zwischen Bahnhof Hamburg Berliner Tor und U-Bahnhof Steinfurther Allee, aktuell (2015) Linie 461 von U-Bahnhof Horner Rennbahn über Manshardtstraße in den Friedhof und zurück.

### Italienischer Ehrenfriedhof

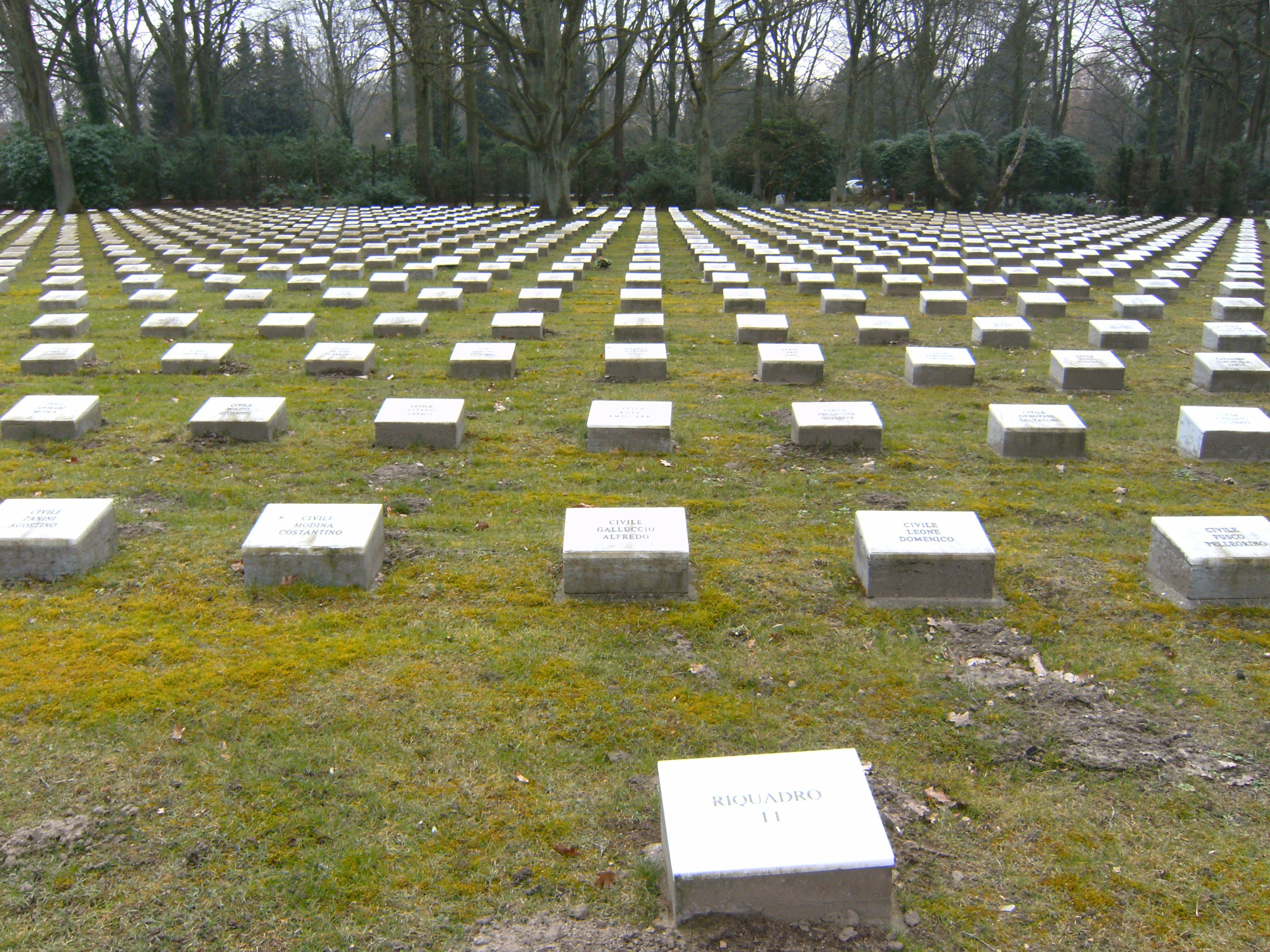
Gräberfeld II der fünf Gräberfelder in der Italienischen Kriegsgräberstätte Hamburg-Öjendorf

In der Italienischen Kriegsgräberstätte Hamburg-Öjendorf sind 5.857 italienische Opfer der nationalsozialistischen Gewaltherrschaft bestattet worden. Größtenteils wurden sie in den Jahren 1956 bis 1958 aus den Bundesländern Bremen, Niedersachsen, Nordrhein-Westfalen, Hamburg und Schleswig-Holstein vom Volksbund Deutsche Kriegsgräberfürsorge hierher umgebettet.
Die Gräber sind in fünf Gruppen um ein Hochkreuz angeordnet. Sie sind mit Kissengrabsteinen besetzt, auf denen Rang, Name und Vorname bzw. der Hinweis „unbekannt“ oder „Lav. Civ.“ (Zivilist) eingraviert sind.

### Bestattungen nach islamischen Riten

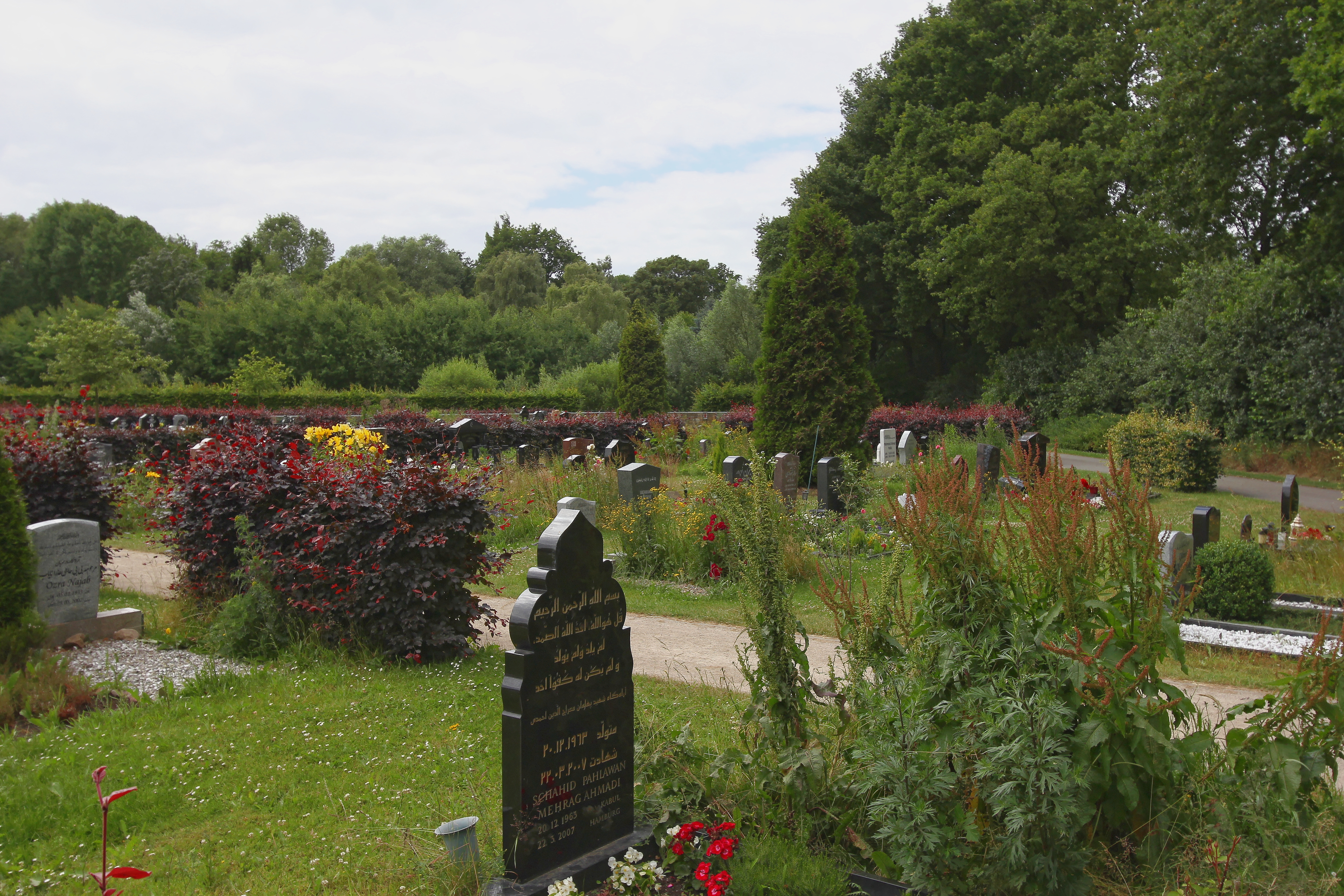
Islamischer Friedhofsteil

Auf dem Friedhof Öjendorf wurden seit 1978 Grabanlagen für Islamische Bestattungen angelegt. Die Bestattungsflächen sind nach Mekka ausgerichtet und es gibt spezielle Räume für rituelle Waschungen. Am 21. November 2008 wurde eine Erweiterung des Friedhofs für muslimische Beisetzungen offiziell eröffnet. Dieser Friedhofsteil wurde in enger Abstimmung mit der Schura gestaltet und erinnert in seiner Anlage an einen Gebetsteppich. Ein Steintisch zur Aufbahrung sowie mehrere Waschplätze zum Waschen der Füße sind vorhanden.

### Verstorbene von den alten Friedhöfen
Die Gedenkstätte für die umgebetteten Verstorbenen von den alten Friedhöfen der Stadt Hamburg befindet sich im Friedhofsbereich 318. Hierhin wurden im Sommer 2005 die Gebeine umgebettet, die bei der Erweiterung des Congress Center Hamburg auf dem Gelände der alten Friedhöfe gefunden wurden. Auf einem Findling erinnert ein Sinnspruch an die Verdienste der Vorfahren:

“ERAMUS QUOD ESTIS – ERITIS QUOD SUMUS”

„Was ihr seid, das waren wir; was wir sind, das werdet ihr.“

### Besondere Gräberfelder/Gedenkstätten

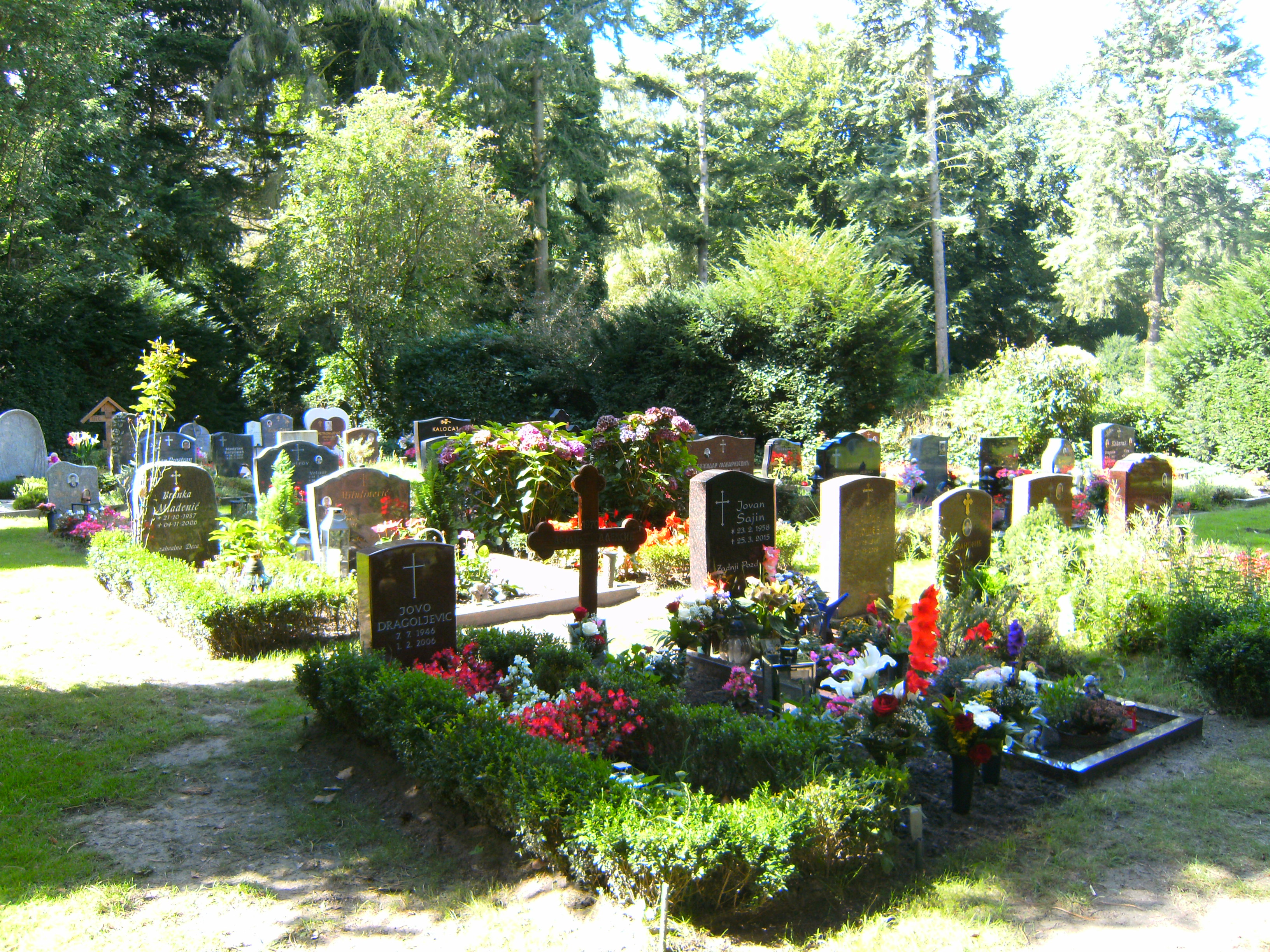
Friedhof Öjendorf in Hamburg, Deutschland im Friedhofsbereich 201-11: serbisch-orthodoxes Gräberfeld

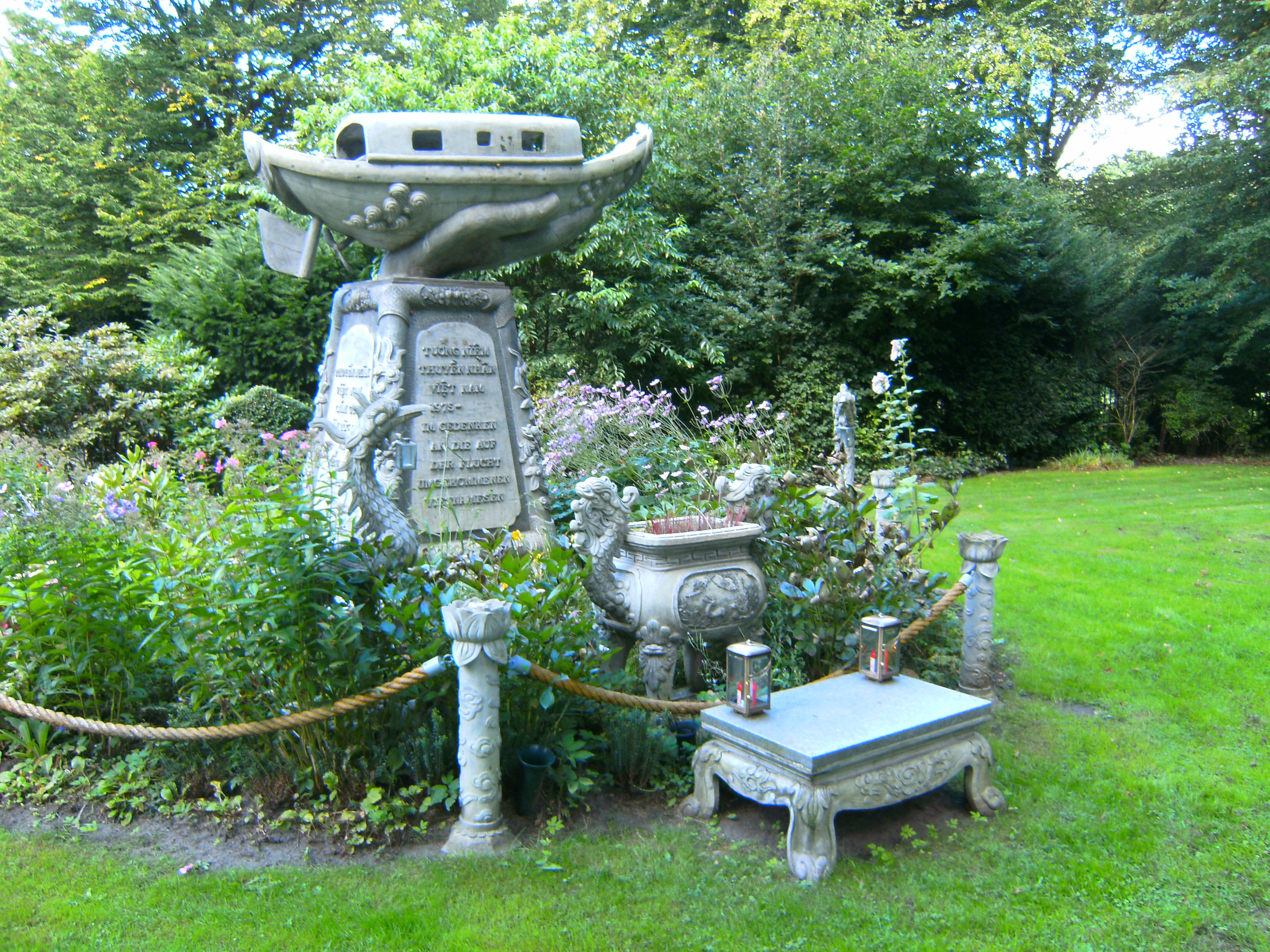
Denkmal auf dem Friedhof Öjendorf in Hamburg, Deutschland im Friedhofsbereich 201-12. Seite: Gedenken durch die überlebenden vietnamesischen Boat People an diejenigen, die bei der Flucht starben

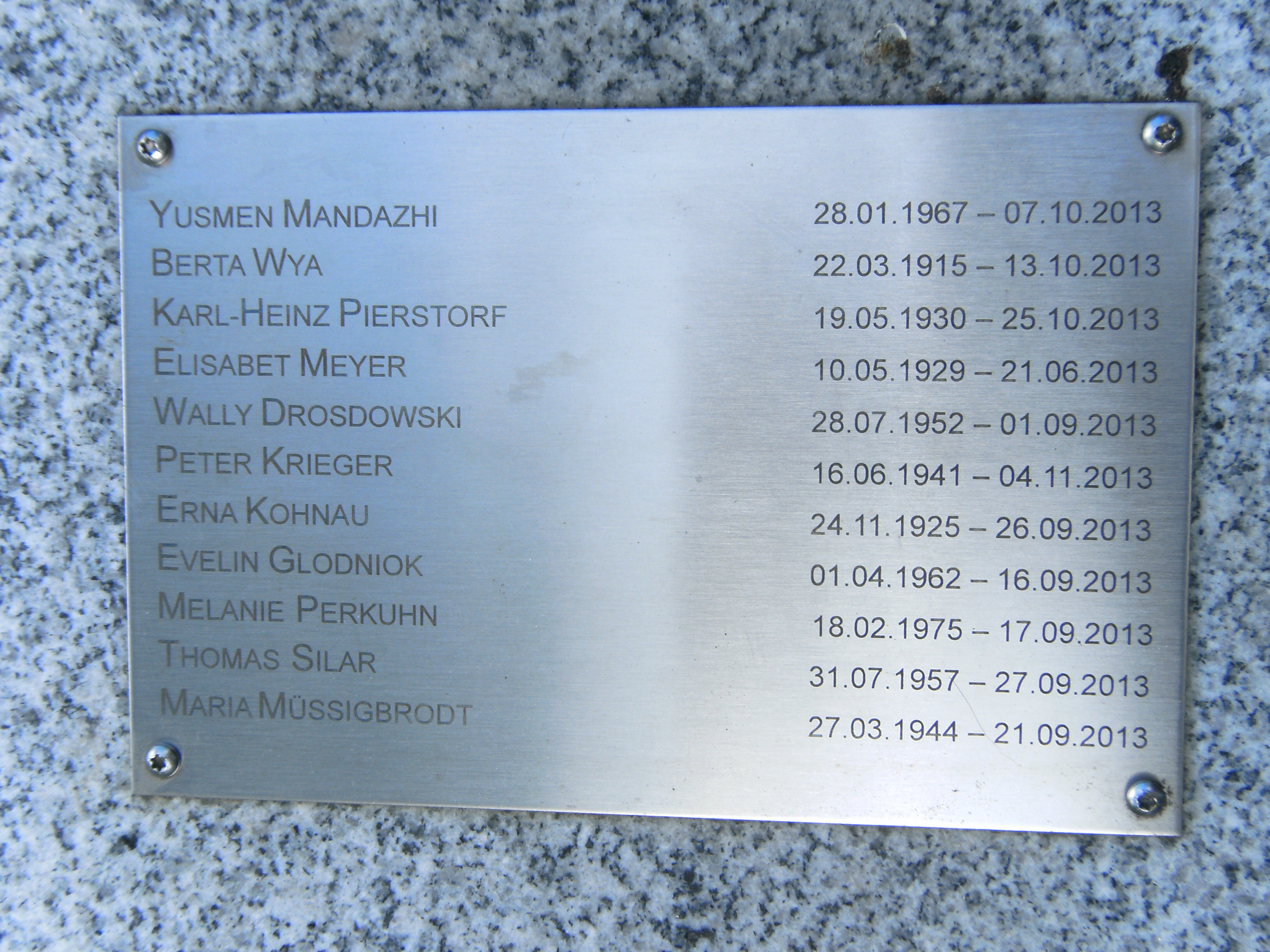
Hamburg, Friedhofsbereich 317 des Friedhofs Öjendorf: Erinnerungstafel an Verstorbene ohne bekannte Angehörige

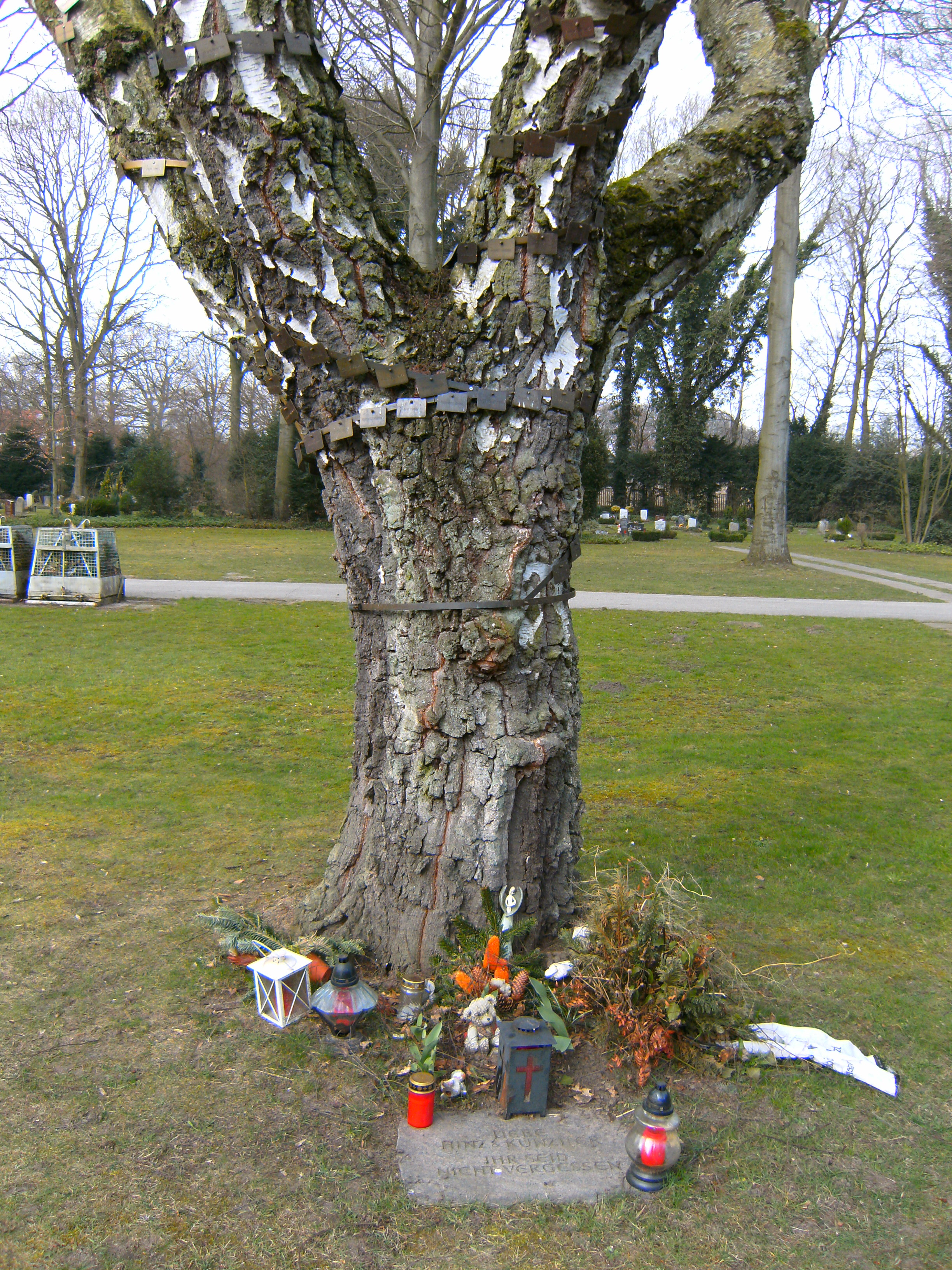
Birke mit Namenstafeln der verstorbenen Verkäufer der Hamburger Obdachlosen-Zeitung Hinz und Kunzt an der Straße im Friedhofsbereich 318 des Öjendorfer Friedhofs, Hamburg.

Die Lage der Gräber ist durch Friedhofsbereich-Grabfeld-Grabnummer gekennzeichnet. Ein Lageplan verzeichnet die Straßen, Friedhofsbereiche und besonderen Gräberfelder und Gedenkstätten. Besondere Gräberfelder/Gedenkstätten sind:
- Anlage für Menschen, die ihren Körper für die Medizin zur Verfügung gestellt haben (Anatomisches Gräberfeld) im Friedhofsbereich 01
- Drei Urnenhaine für anonyme Bestattungen im Friedhofsbereich 01; diese Bestattungsform wurde hier in Hamburg erstmals angeboten
- Sternenkinder/Föten im Friedhofsbereich 04-03
- Katholiken im Friedhofsbereich 05-04,05,06
- Kindergräber im Friedhofsbereich 05-09
- Grabanlage für serbisch-orthodoxe Christen im Friedhofsbereich 201-11[3]
- Gedenkstätte für vietnamesische Boatpeople im Friedhofsbereich 201-12
- Sintis im Friedhofsbereich 203-08
- Gräber für Verstorbene ohne bekannte Angehörige im Friedhofsbereich 317, 318, 319
- Birke zum Gedenken an die verstorbenen Verkäufer der Obdachlosenzeitung Hinz&Kunzt an der Straße des Friedhofsbereichs 318. Die Birke ist alt und hochgewachsen. An dem Gedenkbaum sind Messingtäfelchen mit den Namen der verstorbenen Obdachlosen befestigt.[10]

### Gräber bekannter Personen
- Georg Knöpfle (1904–1987), Fußballspieler und -trainer
- Wilhelm Drexelius (1906–1974), Jurist und Hamburger Senator
- Dieter Borsche (1909–1982), Schauspieler
- Joe Luga (1920–2002), Sänger und Kabarettist
- Wolf von Gersum (1925–1985), Schauspieler, Regisseur und Intendant
- Herbert Lichtenfeld (1927–2001), Fernsehautor
- Günther Herbert Tontsch (1943–2007), Rechtswissenschaftler
- Morsal Obeidi (1991–2008), Opfer ihrer Familie (sogenannter Ehrenmord)

## Übersichtsplan
- Hamburger Friedhöfe – AöR -: Friedhof Öjendorf. Informationen. Der grüne Friedhof im Osten Hamburgs stellt sich vor. Hamburg, 6. Auflage 2012. (Faltplan des Friedhofs, Verzeichnis besonderer Areale).
- Friedhofsplan online als PDF-Datei

## Verkehrsanbindung
Der Friedhof ist mit drei Buslinien des HVV erreichbar (Stand Mai 2024):
- 161 von U-Bahnhof Legienstraße, alle 20 Minuten
- 461 von U-Bahnhof Billstedt, alle 30 Minuten
- 561 von U-Bahnhof Horner Rennbahn, alle 20 Minuten